# Byträsket (Töre socken, Norrbotten, 734081-182052)
Byträsket är en sjö i Kalix kommun i Norrbotten och ingår i Kalixälvens huvudavrinningsområde. Sjön har en area på 0,49 kvadratkilometer och ligger 29 meter över havet. Byträsket ligger i Torne och Kalix älvsystem Natura 2000-område.

## Delavrinningsområde
Byträsket ingår i det delavrinningsområde (734216-182073) som SMHI kallar för Mynnar i Kalixälvens vattendragsyta. Medelhöjden är 57 meter över havet och ytan är 19,81 kvadratkilometer. Det finns inga avrinningsområden uppströms utan avrinningsområdet är högsta punkten. Vattendraget som avvattnar avrinningsområdet har biflödesordning 2, vilket innebär att vattnet flödar genom totalt 2 vattendrag innan det når havet efter 31 kilometer. Avrinningsområdet består mestadels av skog (81 procent). Avrinningsområdet har 0,66 kvadratkilometer vattenytor vilket ger det en sjöprocent på 3,3 procent.